# Белоснежка и охотник 2
«Белоснежка и охотник 2» (англ. The Huntsman: Winter's War — «Охотник: Зимняя война») — американский приключенческий фильм в жанре фэнтези, снятый Седриком Николя-Трояном по сценарию Эвана Спилиотопулоса и Крэйга Мазина. Фильм является приквелом и сиквелом «Белоснежки и охотника» 2012 года. Персонажи фильма взяты из немецкой сказки «Белоснежка» братьев Гримм. В главных ролях снялись Крис Хемсворт, Шарлиз Терон, Эмили Блант и Джессика Честейн. Съёмки фильма начались 6 апреля 2015 года.
Мировая премьера фильма состоялась 4 апреля 2016 года в Великобритании. В США фильм вышел в прокат 22 апреля.

## Сюжет
Коварная Равенна обретает всё новые и новые владения, последовательно расправляясь с монархами граничащих королевств через свою красоту и магию. Так, покорив очередное — Табор, присутствует как наследная королева на отпевании своего предшественника. Единственным человеком, по-прежнему верящим в её непорочность, являлась её сестра Фрейя. Добродушная, но не глупая, она со скептицизмом смотрит на свои возможности обучения магическим искусствам в ответ на убеждения сестры о том, что «все женщины в их роду обладали этим даром».
Недавно родившуюся дочь Фрейи заживо сжёг её собственный отец, герцог Блэквуд. Жена заковывает его в лёд, после чего герцог падает и рассыпается на мелкие кусочки. Пути сестёр расходятся: Фрейя отправляется в далёкие северные земли, чтобы основать своё королевство, где любовь вне закона, а доблесть на поле боя — единственная поощряемая добродетель.
Используя выданных в эскорт бывших стражников Равенны как первых солдат своей армии, она поручает им отнимать детей у крестьянских поселений. Фрейя опекает новое поколение в суровых условиях и обучает использовать любые слабости, происходящие из нежных чувств, как оружие. Первое поколение профессиональных воинов под её началом завоёвывает северное полушарие. Однако не все верят в безупречную идеологию ледяной королевы. По иронии судьбы, лучшие её охотники — Эрик и Сара — испытывают друг к другу влечение. Раскрывая неугодное развитие событий, Фрейя решает преподать урок всем: следующим утром бойцы, воспитывавшиеся вместе с Сарой и Эриком, по приказу владычицы нападают на них. Замечая мастерство обороняющихся, Фрейя готовит запасной план. Когда Эрик и Сара собираются встать спина к спине, она в мгновение создаёт между ними ледяную стену. Сквозь лёд Эрик видит, как Сару пронзают мечом, и после отчаянной попытки разбить его без сил падает на колени. Ударом по голове его лишают сознания и по приказу Фрейи сбрасывают в реку.
Спустя семь лет Эрик успел поселиться в очередном завоёванном Равенной королевстве, помог свергнуть её и вернуть власть законной наследнице. Со временем королева Белоснежка, теряя силы и разум под искажающим душу влиянием волшебного зеркала Равенны, отдаёт приказ избавиться от магического артефакта, упрятать его там, откуда оно не сможет более распространять своё злонравие. Уильям находит Эрика и сообщает ему о том, что зеркало было похищено в пути, а также поручает его отыскать и укрыть в Глухой Пустоши. Вместе с Эриком отправляются два гнома Нион и Грифф. В пути они встречают Сару, которая, как оказалось, всё это время была жива, а также двух женщин-гномов — миссис Бромуэн и Дорину, которые рассказывают им, что зеркало находится у гоблинов. Все вместе они отправляются к убежищу гоблинов. В пути Эрик пытается восстановить отношения с Сарой, но та отказывается, так как считает, что он бросил её (посредством телепатии и проецирования Фрейя воплотила в наколдованной стене для Сары струсившего Эрика). В итоге им удаётся забрать зеркало, после чего, поддавшись чувствам, они проводят ночь вместе. На следующий день их находит Фрейя и рассказывает Эрику, что специально подослала к нему Сару, чтобы она, втеревшись к нему в доверие, разыскала зеркало. Фрейя предлагает ему вернуться к ней, но получает отказ и приказывает Саре убить его. Она стреляет в него из лука, после чего королева забирает зеркало и уходит. Эрик выживает, так как стрела, выпущенная в него Сарой, пронзила медальон, который она же и подарила ему когда-то. Он понимает, что Сара их не предала, и едет в королевство Фрейи, чтобы освободить любимую и соратников и не дать разразиться новой кровопролитной войне.
Вернувшись в свой замок, Ледяная Королева призывает дух-отражение — всеведающую сущность зеркала, но вместо обезличенного его воплощения, неожиданно для призывающей «формируется» Равенна. Как оказалось, дух умиравшей чародейки вселился в зеркало и стал его частью. Равенна рассказывает, что с того момента она ждала, когда младшая сестра освободит её, ибо с её «смертью» Фрейя осталась единственным магическим существом, способным использовать силу зеркала. Не оспаривая в открытую прав на трон сестры, Равенна, тем не менее, раздаёт указы её охотникам. Когда же Фрейя холодно возмущается происходящим и настоятельно указывает сестре её место, последняя намекает, что та обязана ей своей нынешней сущностью и достижениями.
Охотник проникает в ледяной дворец и пробирается в тронный зал, где Фрейя произносит перед воинами речь о предстоящей войне. Все замечают, что с ней что-то не так: Ледяная Королева с трудом сдерживает эмоции. И всё же Эрик, заняв позицию, прицельно стреляет в неё. Стрелу в десятке сантиметров от цели ловит появившаяся из ниоткуда Равенна. В порыве чувств Сара атакует Фрейю, но безуспешно. Её и Эрика, по наущению Равенны, готовятся казнить. Однако, выбрав в палачи их соратников, связанных с изменниками узами братства, сёстры получают полноценное восстание. Нерастерявшаяся Равенна, ещё недавно уличившая сестру в сентиментальном порыве (вместо того, чтобы убить возлюбленных, та разбила их сердца, желая напитать горем потерь, ведущих её саму), начинает убивать их с помощью тёмного фея — кристаллической материи, сформированной в осьминогоподобные штыки. Испытывая материнские чувства, порождённые искренней, пусть и суровой «заботой» о будущем своих «детей», Фрейя отгораживает Равенну и себя от них ледяной стеной. Разочарованная неожиданным поведением сестры, Равенна упрекает сестру в мягкосердечии, попутно приписав высвобождение её способностей себе. Не понимая вначале, о чём идёт речь, внезапно та осознаёт, что Равенна утаила от неё нечто важное. Не получив добровольного признания, Фрейя взывает к сущности зеркала в её теле. Оно же, обязанное ответить ей как одной из своих хозяек, показывает воспоминание Равенны, где дитя Фрейи, в расцвете лет, называется зеркалом несравненной по своей красоте. Именно это предсказание было положено в основу ужасной трагедии — герцог Блэквуд действовал не по собственной воле, а под заклятьем, наложенным Равенной.
Ранив в плечо Фрейю, парализованную от осознания предательства, Тёмная Королева начинает по-новой закалывать перебравшихся через стену и выживших после её внезапного обрушения боеспособных охотников. В то время, как Эрик подбирался к Равенне, Сара заходила сверху — через боковой балкон для атаки сзади. Поколов и отбросив обоих, колдунья не успевает сбежать: Фрейя заслоняет её и замораживает изнутри. С явным нежеланием Равенна наносит ей колющим штыком смертельную рану. Истекая чёрной кровью, она раскаивается за содеянное, но тут же ставит выше свои амбициозные планы, снова порицая сестру за сантименты и подкрепляя выбор пути неким «более высоким предназначением». Очнувшийся Эрик вступает в завершающий поединок с Равенной. Неспособная стоять на ногах, Фрейя всё же находит способ помочь — через ледяные ступени и пол с помощью магии она добирается до зеркала, обращая магический металл в хрупкий. Эрик, заметив это, кидает в него один из топоров. Трескаясь и разлетаясь на части, зеркало уносит с собой и Равенну — она обращается в золотую статую и распадается по подобию медных черепков.
На смертном одре Фрейя видит саму себя, держащую на руках дочь, и Эрика и Сару, воссоединившихся после. Умирая, последними словами она выражает счастье за их судьбу.

## В ролях
| Актёр            | Роль                    |
| ---------------- | ----------------------- |
| Крис Хемсворт    | охотник Эрик            |
| Шарлиз Терон     | тёмная королева Равенна |
| Эмили Блант      | ледяная королева Фрейя  |
| Джессика Честейн | воительница Сара        |
| Ник Фрост        | Нион                    |
| Сэм Клафлин      | Уильям                  |
| Шеридан Смит     | миссис Бромуэн          |
| Софи Куксон      | Пиппа                   |
| Колин Морган     | герцог Блэквуд          |
| Роб Брайдон      | Грифф                   |
| Александра Роуч  | Дорина                  |
| Конрад Хан       | юный Эрик               |

## Производство
На должность режиссёра рассматривались Фрэнк Дарабонт, Гэвин О’Коннор и Энди Мускетти.

## Критика
На агрегаторе рецензий Rotten Tomatoes рейтинг одобрения составляет 20 % на основе 219 обзоров со средней оценкой 4,3 из 10. Консенсус сайта гласит: «„Белоснежка и охотник 2“ визуально притягивает внимание и может похвастаться звёздным составом, но этого недостаточно, чтобы рекомендовать это совершенно ненужное продолжение». На Metacritic фильм получил 35 баллов из 100 по мнению 41 критика, что указывает на «в целом неблагоприятные отзывы».
Джесси Хассенгер из The A.V. Club сказал: «Недостаток эмоционального веса компенсируется звёздной силой». Кейтлин Мур из The Washington post поставила фильму 2 звезды из 4, похвалив насыщенные действием эпизоды и отметив основные проблемы фильма: «неспособность сосредоточиться и чрезмерно сложный сюжет».